# Urocarpidium leptocalyx
Urocarpidium leptocalyx là một loài thực vật có hoa trong họ Cẩm quỳ. Loài này được Krapov. miêu tả khoa học đầu tiên năm 1965.